# Luigi Cozzi
Luigi Cozzi (Busto Arsizio, 7 de setembre de 1947) és un escriptor, director de cinema i guionista italià adscrit als gèneres de la ciència-ficció i terror.

## Biografia
Actiu dell fandom fantascientífic italià des del seu origen, el 1962 va fundar el que és considerat primer fanzine italià del gènere, Futuria Fantasia.
Cozzi també s'ha interessat al cinema des de la seva adolescència, produint el seu primer film de ciència-ficció de baix pressupost anomenat Il tunnel sotto il mondo als 21 anys, i que va atreure a l'atenció del productor Dario Argento. Així, Cozzi va treballar com a assistent de director i guionista en algunes de les més famoses pel·lícules d'Argento, fins i tot dirigint una pel·lícula per a televisió per a la sèrie La porta sul buio, que va ser produïda per Argento el 1973.
El seu primer treball cinematogràfic professional va ser un giallo de 1975 anomenat L'assassino è costretto ad uccidere ancora, després del qual va ser contractat per a dirigir una sèrie de pel·lícules de ciència-ficció i fantasia d'alt pressupost, com ara Contamination, Starcrash, Hercules i Hercules 2. Cozzi Cozzi ha treballat amb alguns dels actors més coneguts del gènere com Caroline Munro, Sybil Danning, Lou Ferrigno, Joe Spinnelli, Klaus Kinski i Brett Halsey.
En 1986, va escriure i va planejar dirigir Sinbad of the Seven Seas, però el productor el va substituir en l'últim minut pel director Enzo Castellari, qui després de canviar dràsticament el guió i filmar més de tres hores de cinta, el va presentar al productor qui va acabar per arxivar el projecte. En 1989, Cozzi va tornar a ser contractat per a modificar el film i acabar-lo.
Cozzi va escriure un guió al qual va anomenar De Profundis, que se suposava era un final no autoritzat de la trilogia sense acabar de Dario Argento Tres Mares, filmant-la posteriorment tenint com a protagonista a Caroline Munro; el film va ser canviat de nom pels distribuïdors estatunidencs com The Black Cat, encara que després de la seva estrena en 1989, no va obtenir els resultats esperats.
Cozzi també va treballar en els efectes especials de Phenomena, i va ser director assistent a The Stendahl Syndrome, Two Evil Eyes i Nosferatu a Venezia (una seqüela de Nosferatu: Phantom der Nacht que li va donar l'oportunitat de treballar amb Klaus Kinski). Quan Mario Caiano (el director de Nosferatu a Venezia) va abandonar la pel·lícula de manera inesperada, Kinski va intentar acabar la cinta ell mateix, però el productor va contractar a Cozzi per a ajudar a Kinski en la codirecció. Cozzi també co-va escriure els guions de 4 mosche di velluto grigio i Shark - Rosso nell'oceano de Lamberto Bava. Algunes de les seves obres s'han dut a terme utilitzant com a nom artístic Lewis Coates..

## Filmografia
- Il tunnel sotto il mondo (1969).
- Il vicino di casa, episodi de la minid`rrie La porta sul buio, (1973).
- L'assassino è costretto a uccidere ancora (1975).
- La portiera nuda (1976)
- Dedicato a una stella (1976)
- Star Crash - Scontri stellari oltre la Terza Dimensione (1978).
- Contamination (1980).
- Hercules (1983).
- Le avventure dell'incredibile Ercole (1985).
- Turno di notte (1987), serie televisiva.
- Nosferatu a Venezia (1988) (dirigida prt Augusto Caminito), com s director asdistent.
- Paganini Horror (1989).
- Il gatto nero (1989).
- Il mondo di Dario Argento 2: Master of Horror (1991) Documental
- Il mondo di Dario Argento 3: Il museo degli orrori di Dario Argento (1997) Documental
- Dario Argento: Il mio cinema (1999) Documental
- Roma Fantastica (2011) Documental
- Blood on Méliès' Moon (2016)
- I piccoli maghi di Oz (2018)

### Guió
- Il gatto a nove code, dirigida per Dario Argento (1970)
- 4 mosche di velluto grigio, dirigida per Dario Argento (1971)
- Paradiso Blu, dirigida per Joe D'Amato (1980)
- Shark: Rosso nell'oceano, dirigida per Lamberto Bava (1984)
- Sinbad of the Seven Seas, dirigida per Enzo G. Castellari (1989)

## Obres(parcial)
- Il Cinema dei Mostri, Fanucci Editore, 1987.
- Il Cinema di Fantascienza, Fanucci Editore, 1989 (obra de dos volúmenes).
- Dario Argento, Fanucci Editore, 1991.
- Hammer. La fabbrica dei mostri, Profondo Rosso, 1999.
- La nascita del cinema di fantascienza. 1894-1919: da Georges Méliès a Willis O'Brien, Mondo Ignoto, 2005.
- Dario Argento e il making di Phenomena, Mondo Ignoto, 2006.
- La storia di «Urania» e della fantascienza in Italia. Vol. 1: L'era di Giorgio Monicelli, Profondo Rosso, 2006.
- Guida al cinema horror made in Italy, Profondo Rosso, 2007.
- Jack Arnold, William Alland e il grande cinema di fantascienza dell'Universal negli anni Cinquanta, Profondo Rosso, 2007.
- Space men. Il cinema italiano di fantascienza, Profondo Rosso, 2007.
- American International Pictures. I giorni dei mostri e delle astronavi, Profondo Rosso, 2008.
- La guerra dei mondi. La macchina del tempo e gli altri film di George Pal, Profondo Rosso, 2008.
- La storia di «Urania» e della fantascienza in Italia. Vol. 2, Profondo Rosso, 2008.
- Giallo argento. Tutto il cinema di Dario Argento, Profondo Rosso, 2009.
- L'orizzonte perduto del cinema di fantascienza (1930-1939). Vol. 3, Profondo Rosso, 2009.
- Ray Harryhausen e le meraviglie del cinema a «passo uno», Profondo Rosso, 2009.
- La storia di Urania e della fantascienza in Italia. I pionieri dell'infinito. Vol. 3, Profondo Rosso, 2009.
- La storia di Urania e della fantascienza in Italia. Vol. 4: I fabbricanti di universi., Profondo Rosso, 2010.
- George Pal, Nebula Edizioni.
- Il Mostro sexy, Edizioni Inteuropa.
- Mario Bava. I mille volti della paura, Mondo Ignoto.
- American International Pictures. I giorni dei mostri e delle astronavi, Mondo Ignoto.
- Godzilla & company – il cinema dei grandi mostri, Profondo Rosso.
- Scontri stellari oltre la terza dimensione, Solaris.